# Николаевский район (Ростовская область)
Николаевский район — административно-территориальная единица в составе Ростовской области РСФСР, существовавшая в 1937—1956 годах. Административный центр — станица Николаевская.

## История
13 сентября 1937 года Николаевский район (с центром в станице Николаевская) вошёл в состав Ростовской области.
Указом Президиума Верховного Совета СССР от 6 января 1954 года из Ростовской области была выделена Каменская область (с центром в г. Каменск-Шахтинский). Территория Николаевского района вошла в состав Каменской области.
2 ноября 1956 года Николаевский район был упразднён. Его территория вошла в Константиновский район Ростовской области.